# Première bataille de Dernancourt
Première Guerre mondiale
La première bataille de Dernancourt a lieu le 28 mars 1918 près de Dernancourt, dans le nord de la France, durant la première Guerre mondiale. Elle oppose des éléments du 7e corps d'armée, composés de soldats britanniques et australiens, aux troupes de la 2e armée allemande et se solde par la défaite cuisante de ces derniers.

## Déroulement
Les 3e et 4e Divisions australiennes sont envoyées au sud de la Belgique pour aider à endiguer la marée de l'offensive du Printemps vers Amiens et, avec la 35e division d'infanterie britannique, tiennent une ligne à l'ouest et au nord de la rivière Ancre et aux abords de la Somme, formant ainsi le flanc sud de la 3e armée. Une grande partie de la ligne de front du 7e Corps d'Armée se compose d'une série de poteaux érigés le long d'un talus de chemin de fer entre les communes d'Albert et Buire-sur-l'Ancre. La principale force d'attaque allemande est assurée par la 50e division issue de la 12e Corps de réserve, qui concentre son assaut le long de la ligne entre Albert et Dernancourt. Après un bref tir de barrage, les Allemands mènent l'assaut hors de la ligne de marche, alors que plus à l'ouest, des attaques de soutien devaient être lancées par la 13e division d'infanterie mais certains commandants allemands en jugent le succès peu probable, à moins que la ligne britannique ne soit faiblement tenue. Le commandant de la 2e Armée allemande ordonne que l'attaque soit reportée, mais ce message ne parvient pas aux troupes d'assaut à temps.
Les Allemands mènent l'attaque à l'aube, sous un épais brouillard. Ils réussissent à vaincre une petite compagnie mais sont très vite repoussés par le 47e bataillon mené par le sergent Stanley McDougall et ne parviennent pas à percer les défenses du 7e Corps. Les combats se terminent en fin d'après-midi alors que la pluie se met à tomber. Les Allemands perdent environ 550 hommes au cours de la bataille, tandis que les Australiens enregistrent au moins 137 morts et blessés dans leurs rangs. La 35e Division britannique subit quant à elle 1 540 pertes entre le 25 et le 30 mars. Dans la semaine qui suit la bataille, les Allemands renouvellent leurs tentatives d'avancer dans le secteur. Le 5 avril, ils sont de nouveaux vaincus par les Australiens durant la seconde bataille de Dernancourt. 

## Commémorations
Pour ses actions durant cette bataille, le sergent McDougall reçoit la Croix de Victoria, plus haute distinction décerné aux soldats des pays membres du Commonwealth pour bravoure face à l'ennemi,. La commune héberge aujourd'hui le cimetière militaire britannique de Dernancourt, où sont inhumés plus de 2 000 soldats du Commonwealth tombés durant l'ensemble de la guerre aux environs.